# ولاية باوتشي
ولاية باوتشي هي إحدى الولايات الست وثلاثين المكونة لنيجيريا. الإنجليزية هي اللغة الرسمية. مدينة باوچي هي مقر جامعة أبو بكر تفاوة باليوة.

## أعلام
- صموئيل إليجاه
- سليمان محمد نظيف